# Becicherecu Mic (sit SCI)
Becicherecu Mic este un sit de importanță comunitară (SCI) desemnat în scopul protejării biodiversității și menținerii într-o stare de conservare favorabilă a florei spontane și faunei sălbatice, precum și a habitatelor naturale de interes comunitar aflate în arealul zonei protejate. Acesta este situat în Banat, pe teritoriul vestic al județului Timiș.

## Localizare
Aria naturală se întinde în partea central-vestică a județului Timiș, pe teritoriul administrativ al orașului Timișoara și pe cele ale comunelor: Becicherecu Mic, Dudeștii Noi și Sânandrei. Aceasta este străbătută de drumul național DN69, care leagă municipiul Arad de Timișoara.

## Înființare
Zona a fost declarată sit de importanță comunitară prin Ordinul nr. 2.387 din 29 septembrie 2011 (pentru modificarea Ordinului ministrului mediului și dezvoltării durabile nr. 1.964/2007 privind instituirea regimului de arie naturală protejată a siturilor de importanță comunitară, ca parte integrantă a rețelei ecologice europene Natura 2000 în România) și se întinde pe o suprafață de 2.087,2 hectare.
Situl reprezintă o zonă naturală (mlaștini halofile, terenuri arabile cultivate și pajiști) încadrată în bioregiunea panonică a nordului Câmpiei Timișului (subunitate geomorfologică a Câmpiei de Vest) ce dispune de un habitat de tip: Pajiști și mlaștini sărăturate panonice și ponto-sarmatice și adăpostește elemente floristice și faunistice specifice câmpiei joase a Banatului.

## Biodiversitate

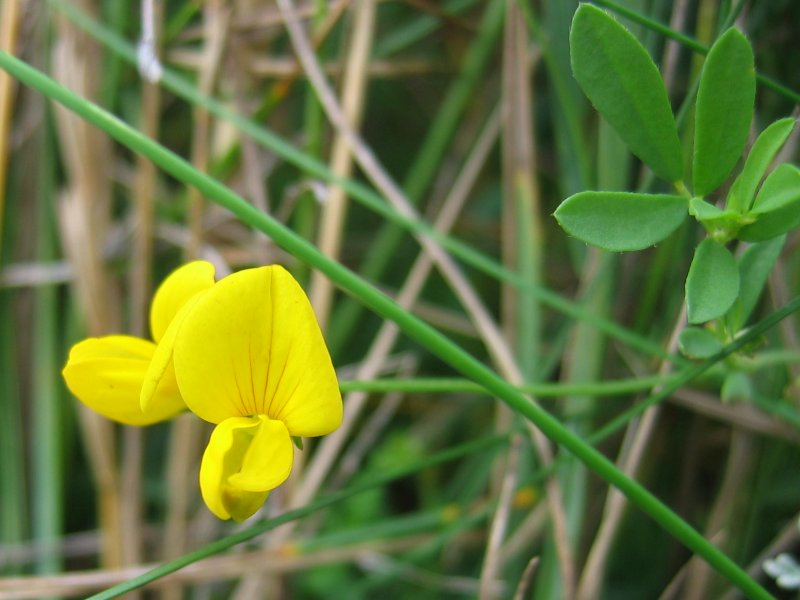
Ghizdei de sărătură (Lotus tenuis)

La baza desemnării sitului se află două specii faunistice enumerate în anexa I-a a Directivei Consiliului European 92/43/CE din 21 mai 1992 (privind conservarea habitatelor naturale și a speciilor de faună și floră sălbatică) și aflate pe lista roșie a IUCN; astfel: popândăul european (Spermophilus citellus) și buhaiul-de-baltă-cu-burta-roșie, un amfibian din specia Bombina bombina.
În arealul sitului vegetează mai multe specii de ierburi și flori rare; printre care: pelin (Artemisia santonicum),  albăstrică (Aster tripolium), coada șoricelului (Achillea setacea), romaniță (Chamomilla recutita), ghizdei de sărătură (Lotus tenuis), sică (Limonium gmelinii), lucernă (Medicago minima), troscot (Polygonum aviculare), pătlagină (Plantago tenuiflora), firuța bulboasă (Poa bulbosa), bălănică (Puccinellia distans), orzul țiganului (Hordeum hystrix), păducherniță (Lepidium ruderale), păiuș (Festuca pseudovina) sau comunități vest-pontice cu Camphorosma annua și Scorzonera cana, o plantă de sărătură, cu flori galbene.

## Căi de acces
- Drumul național DN69 pe ruta: Arad - Șagu - Vinga - Orțișoara - Sânandrei.

## Monumente și atracții turistice

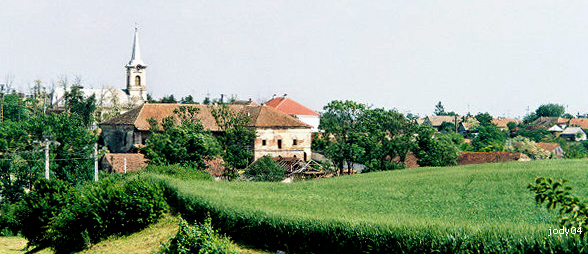
Biserica romano-catolică "Înălțarea Crucii" din Carani

În vecinătatea sitului se află câteva obiective de interes istoric, cultural și turistic (lăcașuri de cult, castele); astfel:
- Biserica "Mutarea moaștelor Sf. Nicolae" din Becicherecu Mic, construcție 1823 - 1844, monument istoric.
- Biserica romano-catolică "Înălțarea Crucii" din Carani, construcție 1734, monument istoric.
- Castelul Contelui de Mercy din Carani, construcție 1733 - 1734, monument istoric.
- Biserica romano-catolică "Sf. Vendelin" din Dudeștii Noi, construcție 1750 - 1751, monument istoric.
- Biserica romano- catolică "Sf. Maria" din Dudeștii vechi, construcție 1804, monument istoric.